# 김승한
김승한(金承漢, 1948년 12월 1일 ~ )은 대한민국의 문화방송 기자 출신 언론인이다.

## 학력
- 서울고등학교 졸업
- 고려대학교 국어국문학과 학사

## 경력
- 1976년 문화방송 공채 기자 입사
  - 1976년 ~ 1987년 2월 보도제작부 기자
  - 1987년 3월 ~ 1991년 6월 보도국 외신부 주일특파원(도쿄)
  - 1991년 6월 ~ 1992년 4월 보도제작국 보도제작1부 차장대우
  - 1992년 4월 ~ 1993년 4월 보도제작2부 차장
  - 1993년 4월 ~ 1995년 2월 보도국 경제부장
  - 1995년 2월 ~ 1995년 8월 사회문화팀장
  - 1995년 8월 ~ 1996년 12월 정치팀(부)장
  - 1996년 12월 ~ 1998년 3월 문화과학부장
  - 1997년 10월 ~ 1999년 3월 보도국 부국장
  - 1999년 3월 ~ 1999년 10월 스포츠국장
  - 1999년 10월 ~ 2000년 2월 보도제작국장
  - 2000년 2월 ~ 2000년 10월 시사정보국장
  - 2000년 10월 ~ 2001년 9월 보도국장
  - 2001년 9월 ~ 2002년 4월 시사제작국장
  - 2002년 4월 ~ 2003년 3월 보도국 위원
  - 2003년 ~ 2005년 포항문화방송 사장
  - 2006년 ~ 2009년 문화방송 감사